# Чага (приток Парбига)
Чага — река в России, протекает по Томской области. Устье реки находится в 218 км по левому берегу реки Парбиг. Длина реки составляет 77 км, площадь водосборного бассейна 597 км². Название происходит от южносамодийского чага — «река». Высота устья — 89 м над уровнем моря.

## Данные водного реестра
По данным государственного водного реестра России относится к Верхнеобскому бассейновому округу, водохозяйственный участок реки — Обь от впадения реки Чулым до впадения реки Кеть, речной подбассейн реки — Чулым. Речной бассейн реки — (Верхняя) Обь до впадения Иртыша.
Код объекта в государственном водном реестре — 13010500112115200023202.